# Sainte-Eulalie (Lozère)
Sainte-Eulalie è un comune francese di 51 abitanti situato nel dipartimento della Lozère nella regione dell'Occitania.

## Società

### Evoluzione demografica
Abitanti censiti